# Eccellenza Lazio 1994-1995
Il campionato italiano di calcio di Eccellenza regionale 1994-1995 è stato il quarto organizzato in Italia. Rappresenta il sesto livello del calcio italiano. Il campionato si è concluso con la vittoria del Guidonia per il girone A e del VJS Velletri per il girone B, entrambi al loro primo titolo.
Tutte le squadre iscritte al campionato di Eccellenza, assieme a quelle del campionato di Promozione, hanno diritto a partecipare alla Coppa Italia Dilettanti Lazio.

## Stagione

### Aggiornamenti
- L'Anagni, classificatosi al secondo posto nel girone B, viene ripescato nel Campionato Nazionale Dilettanti.
- L'Ostia Mare, retrocesso nella precedente stagione dal Campionato Nazionale Dilettanti fallisce e non si iscrive al campionato, al pari del Marino
- L'Aureliana Roma cambia denominazione in Montespaccato Aureliana.[senza fonte]
- Sono ripescate dalla Promozione lo Sacuri Minturno, la Romulea, l'ALMAS e il Pontinia (che cambierà denominazione in Atletico Latina[1]).

Di seguito la composizione dei gironi fornita dal Comitato Regionale Lazio.

## Girone A

### Squadre partecipanti
| Club                    | Città (provincia)         | Stagione precedente                                                |
| ----------------------- | ------------------------- | ------------------------------------------------------------------ |
| ALMAS                   | Roma                      | 3º posto in Promozione Lazio, Girone B, ripescato                  |
| Fregene                 | Fregene di Fiumicino (RM) | 12º posto in Eccellenza Lazio, Girone A                            |
| Fidene Panditon         | Roma                      | 1º posto in Promozione Lazio, Girone B, promosso                   |
| Guidonia                | Guidonia (RM)             | 3º posto in Eccellenza Lazio, Girone A                             |
| Monterotondo Scalo      | Monterotondo (RM)         | 10º posto in Eccellenza Lazio, Girone A                            |
| Montespaccato Aureliana | Roma                      | 9º posto in Eccellenza Lazio, Girone A                             |
| Nuova Gallese           | Gallese (VT)              | 6º posto in Eccellenza Lazio, Girone A                             |
| Prati IV Miglio         | Roma                      | 1º posto in Promozione Lazio, Girone C, promosso                   |
| Rebibbia                | Roma                      | 8º posto in Eccellenza Lazio, Girone A                             |
| Romulea                 | Roma                      | 2º posto in Promozione Lazio, Girone B, ripescato                  |
| Romana Gas              | Roma                      | 5º posto in Eccellenza Lazio, Girone A                             |
| Sorianese               | Soriano nel Cimino (VT)   | 2º posto in Eccellenza Lazio, Girone A                             |
| Spes Montesacro         | Roma                      | 17º posto in Campionato Nazionale Dilettanti, Girone F, retrocesso |
| Tuscania                | Tuscania (VT)             | 11º posto in Eccellenza Lazio, Girone A                            |
| Vigor Acquapendente     | Acquapendente (VT)        | 1º posto in Promozione Lazio, Girone A, promosso                   |
| Villalba Ocres Moca     | Guidonia (RM)             | 4º posto in Eccellenza Lazio, Girone A                             |

### Classifica finale
Fonte:
|  | Pos. | Squadra                 | Pt | G  | V  | N  | P  | GF | GS | DR  |
|  | ---- | ----------------------- | -- | -- | -- | -- | -- | -- | -- | --- |
|  | 1.   | Guidonia                | 44 | 30 | 16 | 12 | 2  | 48 | 12 | +36 |
|  | 2.   | Fregene                 | 41 | 30 | 16 | 9  | 5  | 48 | 32 | +16 |
|  | 3.   | Villalba Ocres Moca     | 40 | 30 | 15 | 10 | 5  | 46 | 23 | +23 |
|  | 4.   | Prati IV Miglio         | 36 | 30 | 13 | 10 | 7  | 39 | 24 | +15 |
|  | 5.   | Vigor Acquapendente     | 36 | 30 | 12 | 12 | 6  | 43 | 28 | +15 |
|  | 6.   | Montespaccato Aureliana | 34 | 30 | 12 | 10 | 8  | 40 | 27 | +13 |
|  | 7.   | ALMAS                   | 31 | 30 | 9  | 13 | 8  | 30 | 32 | -2  |
|  | 8.   | Spes Montesacro         | 30 | 30 | 8  | 14 | 8  | 37 | 33 | +4  |
|  | 9.   | Nuova Gallese           | 29 | 30 | 10 | 9  | 11 | 30 | 32 | -2  |
|  | 10.  | Romulea                 | 28 | 30 | 8  | 12 | 10 | 21 | 33 | -12 |
|  | 11.  | Romana Gas              | 27 | 30 | 9  | 9  | 12 | 41 | 49 | -8  |
|  | 12.  | Sorianese               | 25 | 30 | 8  | 9  | 13 | 28 | 42 | -14 |
|  | 13.  | Rebibbia                | 25 | 30 | 7  | 11 | 12 | 32 | 51 | -19 |
|  | 14.  | Monterotondo Scalo      | 24 | 30 | 9  | 6  | 15 | 36 | 44 | -8  |
|  | 15.  | Fidene Panditon         | 19 | 30 | 4  | 11 | 15 | 30 | 42 | -12 |
|  | 16.  | Tuscania                | 11 | 30 | 3  | 5  | 22 | 22 | 61 | -39 |

Legenda:
      Promossa nel Campionato Nazionale Dilettanti 1995-1996.
      Ammessa ai Play-off nazionali.
      Retrocesse in Promozione 1995-1996.
Regolamento:
Due punti a vittoria, uno a pareggio, zero a sconfitta.

## Girone B

### Squadre partecipanti
| Club               | Città (provincia)       | Stagione precedente                               |
| ------------------ | ----------------------- | ------------------------------------------------- |
| Atletico Latina    | Latina                  | 2º posto in Promozione Lazio, Girone C, ripescato |
| Aprilia            | Aprilia (RM)            | 11º posto in Eccellenza Lazio, Girone B           |
| Ciampino           | Ciampino (RM)           | 10º posto in Eccellenza Lazio, Girone B           |
| Lanuvio Campoleone | Lanuvio (RM)            | 4º posto in Eccellenza Lazio, Girone B            |
| Lativoli           | Tivoli (RM)             | 13º posto in Eccellenza Lazio, Girone A           |
| Macir Cisterna     | Cisterna di Latina (LT) | 12º posto in Eccellenza Lazio, Girone B           |
| Morolo             | Morolo (FR)             | 1º posto in Promozione Lazio, Girone D, promosso  |
| Palestrina         | Palestrina (RM)         | 6º posto in Eccellenza Lazio, Girone B            |
| Pro Cisterna       | Cisterna di Latina (LT) | 7º posto in Eccellenza Lazio, Girone B            |
| Scauri Minturno    | Minturno (LT)           | 3º posto in Promozione Lazio, Girone D, ripescato |
| Nuova Itri         | Itri (LT)               | 9º posto in Eccellenza Lazio, Girone B            |
| Terracina          | Terracina (LT)          | 5º posto in Eccellenza Lazio, Girone B            |
| Tivoli             | Tivoli (RM)             | 7º posto in Eccellenza Lazio, Girone A            |
| Valmontone         | Valmontone (RM)         | 3º posto in Eccellenza Lazio, Girone B            |
| Vis Sezze          | Sezze (LT)              | 13º posto in Eccellenza Lazio, Girone B           |
| VJS Velletri       | Velletri (RM)           | 8º posto in Eccellenza Lazio, Girone B            |

### Classifica finale
Fonte:
|  | Pos. | Squadra            | Pt | G  | V  | N  | P  | GF | GS | DR  |
|  | ---- | ------------------ | -- | -- | -- | -- | -- | -- | -- | --- |
|  | 1.   | VJS Velletri       | 45 | 30 | 18 | 9  | 3  | 49 | 27 | +22 |
|  | 2.   | Atletico Latina    | 38 | 30 | 13 | 12 | 5  | 33 | 25 | +8  |
|  | 3.   | Morolo             | 35 | 30 | 10 | 15 | 5  | 37 | 25 | +12 |
|  | 4.   | Pro Cisterna       | 34 | 30 | 11 | 12 | 7  | 37 | 22 | +15 |
|  | 5.   | Scauri Minturno    | 34 | 30 | 11 | 12 | 7  | 40 | 34 | +6  |
|  | 6.   | Ciampino           | 33 | 30 | 10 | 13 | 7  | 33 | 32 | +1  |
|  | 7.   | Terracina          | 32 | 30 | 9  | 14 | 7  | 21 | 14 | +7  |
|  | 8.   | Lanuvio Campoleone | 30 | 30 | 9  | 12 | 9  | 27 | 25 | +2  |
|  | 9.   | Palestrina         | 29 | 30 | 8  | 13 | 9  | 27 | 23 | +4  |
|  | 10.  | Macir Cisterna     | 28 | 30 | 7  | 14 | 9  | 29 | 30 | -1  |
|  | 11.  | Aprilia            | 28 | 30 | 6  | 16 | 8  | 27 | 33 | -6  |
|  | 12.  | Lativoli           | 27 | 30 | 6  | 15 | 9  | 30 | 30 | 0   |
|  | 13.  | Valmontone         | 27 | 30 | 5  | 17 | 8  | 20 | 26 | -6  |
|  | 14.  | Tivoli             | 25 | 30 | 7  | 11 | 12 | 28 | 36 | -8  |
|  | 15.  | Vis Sezze          | 21 | 30 | 5  | 11 | 14 | 28 | 48 | -20 |
|  | 16.  | Nuova Itri         | 14 | 30 | 2  | 10 | 18 | 17 | 53 | -36 |

Legenda:
      Promossa nel Campionato Nazionale Dilettanti 1995-1996.
      Ammessa ai Play-off nazionali.
      Retrocesse in Promozione 1995-1996.
Regolamento:
Due punti a vittoria, uno a pareggio, zero a sconfitta.